# Kim Đông, Kim Hoa
Kim Đông (chữ Hán phồn thể:, chữ Hán giản thể:, âm Hán Việt: Kim Đông khu) là một quận thuộc địa cấp thị Kim Hoa, tỉnh Chiết Giang, Cộng hòa Nhân dân Trung Hoa. Quận Kim Đông có diện tích 657 km², dân số 300.000 người. Mã số bưu chính của quận này là 321000. Chínhh quyền nhân dân quận Kim Đông đóng ở số 81, đường Phủ Tiền, nhai đạo Lan Giang. Quận Kim Đông được chia ra các đơn vị hành chính trực thuộc gồm 2 nhai đạo, 8 trấn, 1 hương. Tổng cộng có 511 thôn hành chính.
- Nhai đạo: Đa Hồ, Đông Hiếu.
- Trấn: Hiếu Thuận, Phó Thôn, Tào Trạch, Lễ Phổ, Lĩnh Hạ, Giang Đông, Đường Nha, Xích Tùng.
- Hương: Nguyên Đông.